# شاران (روسیه)
شاران (انگلیسی: Sharan, Russia) یک شهرک در شهرستان شارانسکی استان باشقیرستان کشور روسیه است.